# Nacido de nuevo (Doctor Who: Children in Need)
Doctor Who: Children in Need, también conocido como Nacido de nuevo (Born again), es un "minisodio" de 7 minutos de duración de la serie británica de ciencia ficción Doctor Who. Se emitió en BBC One como parte de la teletón anual Children in Need 2005 el 18 de noviembre de 2005.

## Argumento
Continuando en el mismo punto en el que termina El momento de la despedida, el recién regenerado Décimo Doctor introduce en la TARDIS las coordenadas para el planeta Barcelona, mientras Rose le mira suspicaz. Entonces comienza a examinar animadamente su nueva apariencia, y después le pregunta a ella qué piensa de cómo se ve ahora.
Rose, confundida y asustada, le pregunta quién es. Cuando él le responde que es el Doctor, ella no le cree. Sin comprender lo que acaba de ver, lanza teorías de que este extraño ha reemplazado al Doctor por teletransporte, o quizás es un Slitheen, y le demanda que le traiga al Doctor de vuelta inmediatamente. El Doctor intenta asegurarle que es él, contándole cómo se conocieron la primera vez en el sótano de Henriks, y cómo la primera palabra que le dijo fue "¡Corre!" (Rose, 2005).
Rose comienza a creerle, y entonces el Doctor comienza a saltar a la pata coja feliz alrededor de la consola. Sin embargo, ella no se ha hecho aún a la idea, y le pregunta si puede volver a la forma anterior. Desinflado, le dice que no puede, y le pregunta si quiere dejarle. Cuando Rose duda al responder, él borra las coordenadas anteriores e introduce unas nuevas para Londres el día de Navidad, ofreciéndole la elección de quedarse con su madre, Jackie Tyler, o seguir sus viajes con él.
De repente, el Doctor sufre un fuerte ataque, expeliendo energía brillante por la boca, y la TARDIS tiembla en sincronización. El Doctor le dice que la regeneración está empezando a ir mal, y comienza a actuar como un maníaco, pulsando palancas de la consola de la TARDIS y despotricando sobre aumentar la velocidad, cuando comienza a sonar la campana de emergencia en la sala de la consola. Mientras Rose se agarra a la consola por su vida, la TARDIS se dirige para estrellarse en el día de Navidad (La invasión en Navidad, 2005).

### Continuidad
Rose se refiere a aventuras anteriores, como los nanogenes (El niño vacío y El Doctor baila), los Gelth (Los muertos inquietos) y los Slitheen (Alienígenas en Londres, Tercera Guerra Mundial y Explosión en la ciudad).
Durante los primeros espasmos del Doctor, Rose sugiere volver atrás y recoger al capitán Jack para que ayude. El Doctor responde que Jack está demasiado ocupado reconstruyendo la Tierra (devastada en El momento de la despedida), sugiriendo que es consciente (o al menos quiere hacérselo creer a Rose) que Jack está vivo. Esto puede ser un anticipio del spin-off Torchwood. Según sus comentarios en Utopía, el Doctor sabía que Jack se había convertido en un punto fijo en el tiempo.
La inestabilidad postregenerativa ha estado presente, en mayor o menor grado, en todas y cada una de las regeneraciones del Doctor, desde la mención del Segundo Doctor a su predecesor como alguien ajeno (The Power of the Daleks), al comportamiento psicópata del Sexto Doctor (The Twin Dilemma) y la amnesia del Octavo Doctor (Doctor Who: La película, 1996). Este comportamiento parece ser común a todos los Señores del Tiempo, ya que El Amo exhibe la misma inestabilidad maníaca al final de Utopía cuando se regenera, hecho confirmado por el productor Phil Collinson en el podcast de ese programa.
El sonido de repique bajo que reverbera por la sala de la consola cerca del final del minisodio es el sonido de la Campana de Emergencia de la TARDIS, que se oyó por primera vez en Logopolis (1980). Su repique se supone que señala "catástrofes salvajes y llamadas repentinas para que todos se pongan en guardia", en palabras del Cuarto Doctor. Este episodio no tiene diálogo para explicar el efecto de sonido. Mientras suena la Campana de Emergencia en el minisodio, se oye otro sonido más rápido y agudo.

## Producción
El minisodio no se emitió con ningún título, pero a lo largo de Children in Need un banner lo anunciaba como The New Doctor (El nuevo Doctor). Russell T Davies bromeando en un artículo de Doctor Who Magazine dijo que se titulaba Pudsey Cutaway (Atajo Pudsey, en referencia a la mascota de Children in Need y el título provisional Dalek Cutaway que tenía Mission to the Unknown (un especial de un solo episodio de los primeros años de la serie en blanco y negro). El especial de Doctor Who Magazine de 2006 Series Two Companion reveló que el título que se usó en producción era Doctor Who: Children in Need. En el libro de referencia de 2009 Doctor Who: Companions an Allies le pone sin fuentes el título Born Again. Sin embargo, la revisión de DWM del libro indica que se trata de un error ya que para 2011 Companions and Allies es la única publicación con licencia oficial que usa este título.
Otros episodios especiales de Doctor Who incluyen Dimensions in Time (también para Children in Need) y Doctor Who and the Curse of Fatal Death para Comic Relief, que no se consideran canónicos. El especial del 20 aniversario, The Five Doctors (1983), emitido también como parte de la noche de Children in Need, sí se considera canónico, así como el minisodio Choque temporal, y el miniserial Espacio y tiempo, para la edición 2011 de Comic Relief.
El minisodio se escribió y grabó por separado tanto de El momento de la despedida como de La invasión en Navidad, filmándose después de completarse la grabación del último. La invasión de Navidad no repite nada de este episodio (aunque el Doctor menciona que tiene un lunar entre los hombros tanto en el minisodio como en el especial de Navidad). La publicación en línea del minisodio acabó con varios fragmentos insertados de Tennant y Piper pidiendo donaciones para Children in Need. Los dos aparecen de forma cómica, con Piper diciendo que es Tennant y viceversa en el primer video, y en el segundo se presentan como Letitia Dean y Nicholas Lyndhurst. Russell T Davies dijo en el libro The Inside Story que llegó a un acuerdo con la BBC de que no habría "banners en la parte baja de la pantalla dando las gracias a la gente por sentarse en la taza del water llenos de puré de judías, ni tampoco habría Pudsey en la consola de la TARDIS".
El minisodio acabó con el texto, "Doctor Who volverá en LA INVASIÓN DE NAVIDAD", un anuncio que también apareció en El momento de la despedida. No tuvo títulos de crédito finales, y así Tennant no fue acreditado ni como "Doctor Who" (como en El momento de la despedida) ni como "El Doctor" (como en La invasión de Navidad).

## Emisión y publicación en DVD
Según la Broadcasters Audience Research Board (BARB), las mediciones nocturnas de audiencia sugirieron que 10,7 millones de espectadores conectaron con BBC One entre las 21:00 y las 21:15 (un 45,1% de cuota), el horario en que se emitió el minisodio en gran parte de las regiones. Esto es la audiencia más alta de Children in Need desde hacía ocho años.
El minisodio se incluyó en la compilación en DVD de la segunda temporada. La versión del DVD tiene algunas diferencias: se cambia el montaje resumen de El momento de la despedida, no se oye la campana de emergencia, y hay cambios en la música ambiental, incluyendo un raro uso de la sintonía principal cuando la TARDIS cambia de rumbo hacia la Tierra). Después se reveló que lo que se había publicado era una versión "mal montada" incluida por error y que jamás se debería haber hecho publica. En el DVD de la región 1 se incluyó la versión de la emisión. El DVD de esa región marca la primera vez que el especial se vio en Norteamérica, ya que nunca se emitió por televisión ni en Estados Unidos ni en Canadá.